# Bažant krvavý
Bažant krvavý (Ithaginis cruentus), je pták z čeledi bažantovitých, který žije v jižní Asii. V chovech se vyskytuje jenom výjimečně. Je zvyklý na chladný a čistý vzduch asijských hor.

## Vzhled
Délka těla kohouta bažanta krvavého se pohybuje v rozmezí 44 až 48 cm, což odpovídá malé drůbeži. Slípky jsou ještě o něco menší než kohouti. Délka těla leží v rozmezí 40 až 42 cm. Hmotnost bývá 410 až 620 gramů.

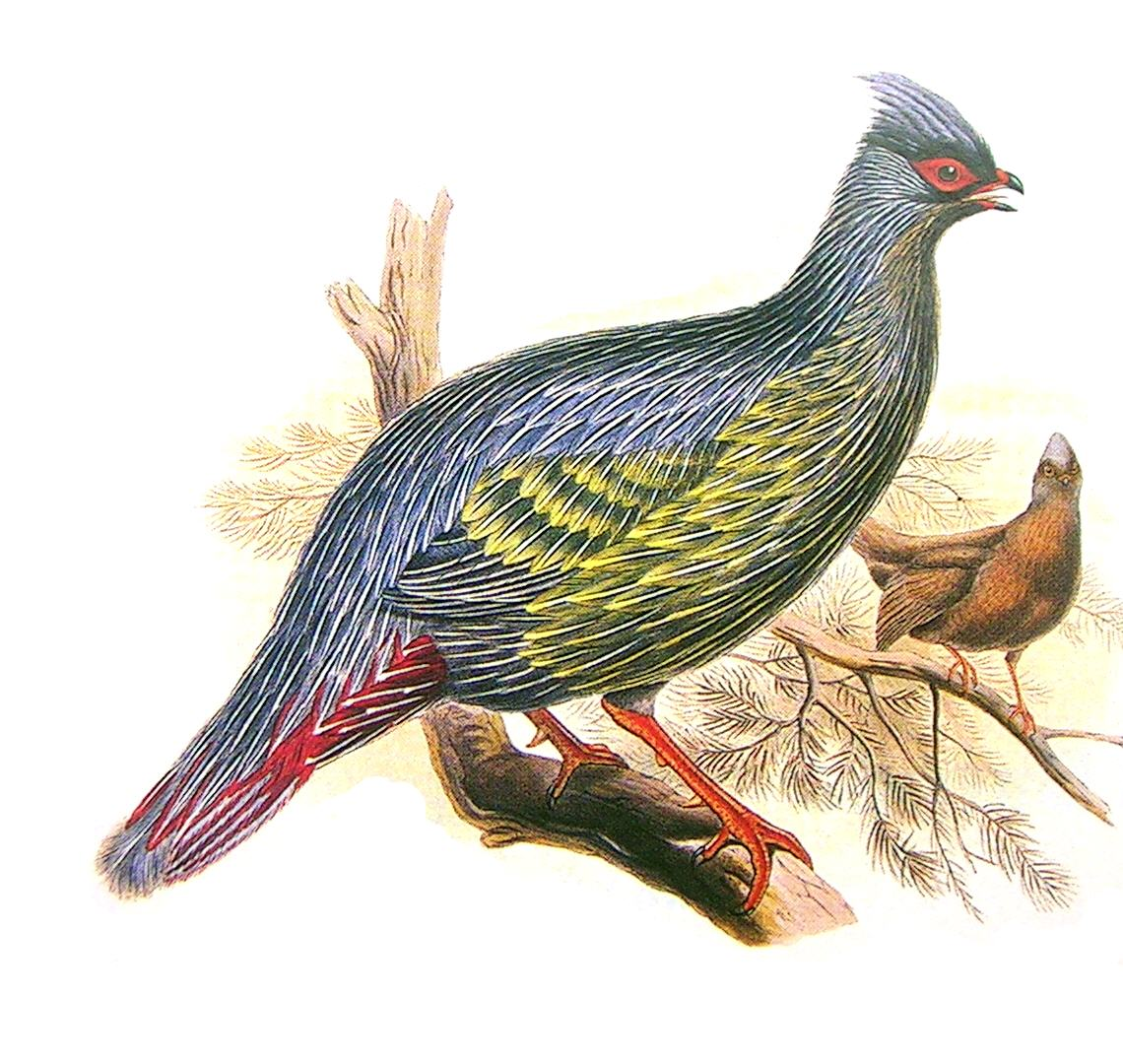
Ilustrace: H. C. Richter, 1832

Peří bažanta krvavého je hebké. Ocas je tvořen čtrnácti ocasními pery. Zobák je krátký a zahnutý směrem dolů. Kůže okolo očí je oranžová a v období rozmnožování u kohouta jasně červená. Nohy jsou v poměru k tělu dlouhé a tlusté. Jejich barva je oranžová. Bažant krvavý má celkem jedenáct poddruhů, které jsou rozděleny do skupin podle barvy křídel.

## Výskyt
Bažant krvavý žije v horách Nepálu, Sikkimu, severní Barmy, Tibetu a ve střední a jižní Číně. Bažanti preferují jehličnaté a smíšené lesy a křoviny v oblasti blízko sněžné čáry. Pohybují se v závislosti na ročním období. V létě jsou ve vyšší nadmořské výšce. S příchodem sněhu na podzim a v zimě se stěhují do níže položených oblastí.

## Chování
Bažant krvavý konzumuje pupeny, výhonky a listy listnatých stromů a jehličnanů, bambusové listí a trávu, lišejníky, mechy, bobule, semena a v létě i hmyz.
Hnízdí v období od poloviny dubna do června, přičemž nejvíce hnízd je vidět v květnu. Hnízdo bývá umístěno v trávě u paty bambusové houštiny, keřů jalovce a rododendronů, ale také v podrostu borového lesa. Slípka udělá mělké hnízdo, vyložené listím, kořínky a mechem. Naklade do něj 5 až 12 vajec. Inkubační doba trvá 27 až 29 dní.

## Nepřátelé
- Dhoul (Cuon alpinus)
- Charza žlutohrdlá (Martes flavigula)
- Orel skalní (Aquila chrysaetos)
- Orel stepní (Aquila nipalensis)
- Orel jestřábí (Aquila fasciata)